# Saski Baskonia 2021-2022
Questa voce raccoglie le informazioni riguardanti il Saski Baskonia nelle competizioni ufficiali della stagione 2021-2022.

## Stagione
La stagione 2021-2022 del Saski Baskonia è la 49ª nel massimo campionato spagnolo di pallacanestro, la Liga ACB.

## Roster
Aggiornato al 23 luglio 2021.
| Bitci Baskonia Vitoria-Gasteiz 2021-22 | Bitci Baskonia Vitoria-Gasteiz 2021-22 |
| Giocatori                              | Staff tecnico                          |
| -------------------------------------- | -------------------------------------- |

| N. | Naz.                                               | Ruolo | Nome               | Anno | Alt.   | Peso   |  |
| -- | -------------------------------------------------- | ----- | ------------------ | ---- | ------ | ------ |  |
| 1  | Stati Uniti (bandiera)                             | P     | Lamar Peters       | 1998 | 183 cm | 84 kg  |  |
| 2  | Estonia (bandiera) · Spagna (bandiera)             | AP    | Sander Raieste     | 1999 | 204 cm | 95 kg  |  |
| 5  | Stati Uniti (bandiera)                             | P     | Wade Baldwin       | 1996 | 193 cm | 91 kg  |  |
| 7  | Spagna (bandiera)                                  | GA    | Álex Barrera       | 1992 | 196 cm | 82 kg  |  |
| 8  | Lituania (bandiera) · Spagna (bandiera)            | AP    | Tadas Sedekerskis  | 1998 | 200 cm | 96 kg  |  |
| 9  | Serbia (bandiera)                                  | G     | Vanja Marinković   | 1997 | 198 cm | 86 kg  |  |
| 10 | Francia (bandiera) · Spagna (bandiera)             | P     | Sidy Cissoko       | 2004 | 195 cm |        |  |
| 10 | Nuova Zelanda (bandiera) · Samoa (bandiera)        | AC    | Yanni Wetzell      | 1996 | 208 cm | 109 kg |  |
| 11 | Uruguay (bandiera) · Spagna (bandiera)             | P     | Jayson Granger (C) | 1989 | 189 cm | 87 kg  |  |
| 20 | Italia (bandiera)                                  | AP    | Simone Fontecchio  | 1995 | 203 cm | 95 kg  |  |
| 23 | Stati Uniti (bandiera) · Armenia (bandiera)        | C     | Steven Enoch       | 1997 | 208 cm | 116 kg |  |
| 24 | Stati Uniti (bandiera) · Costa d'Avorio (bandiera) | C     | Matt Costello      | 1993 | 209 cm | 109 kg |  |
| 25 | Stati Uniti (bandiera)                             | AG    | Alec Peters        | 1995 | 206 cm | 107 kg |  |
| 31 | Lituania (bandiera)                                | GA    | Rokas Giedraitis   | 1992 | 201 cm | 88 kg  |  |
| 35 | Camerun (bandiera)                                 | C     | Landry Nnoko       | 1994 | 208 cm | 113 kg |  |
| 47 | Lettonia (bandiera) · Spagna (bandiera)            | PG    | Artūrs Kurucs      | 2000 | 189 cm | 90 kg  |  |
| -  | Rep. Ceca (bandiera) · Spagna (bandiera)           | A     | Ondrej Hanzlik     | 2002 | 200 cm |        |  |

| Allenatore                                                                                          |
| - Duško Ivanović (fino al 15 novembre) - Neven Spahija (dal 15 novembre)                            |
| Assistente/i                                                                                        |
| - Xabier Aspe - Murat Bilge - David Gil Legenda - (C) Capitano - (IN) Inattivo - Infortunato Roster |

## Mercato

### Sessione estiva
| Acquisti | Acquisti          | Acquisti      | Acquisti      | Acquisti |
| R.a      | Nome              | da            | Modalità      |          |
| -------- | ----------------- | ------------- | ------------- | -------- |
| C        | Matt Costello     | Gran Canaria  | svincolato    |          |
| P        | Jayson Granger    | Alba Berlino  | svincolato    |          |
| G        | Vanja Marinković  | Valencia      | svincolato    |          |
| AP       | Simone Fontecchio | Alba Berlino  | svincolato    |          |
| P        | Wade Baldwin      | Bayern Monaco | svincolato    |          |
| GA       | Miguel González   | Real Canoe    | fine prestito |          |
| AG       | Jurij Macura      | FMP Belgrado  | fine prestito |          |
| C        | Landry Nnoko      | Stella Rossa  | svincolato    |          |
| C        | Steven Enoch      | Obradoiro     | svincolato    |          |

| Cessioni | Cessioni         | Cessioni        | Cessioni       | Cessioni |
| R.       | Nome             | a               | Modalità       |          |
| -------- | ---------------- | --------------- | -------------- | -------- |
| AG       | Achille Polonara | Fenerbahçe      | fine contratto |          |
| PG       | Frantz Massenat  | Niners Chemnitz | fine contratto |          |
| C        | Ilimane Diop     | Gran Canaria    | fine contratto |          |
| AG       | Jurij Macura     | Krka Novo mesto | fine contratto |          |
| P        | Pierriá Henry    | Fenerbahçe      | fine contratto |          |
| C        | Tonye Jekiri     | UNICS Kazan'    | rescissione    |          |
| P        | Quino Colom      | AEK Atene       | fine contratto |          |
| C        | Youssoupha Fall  | ASVEL           | rescissione    |          |
| GA       | Miguel González  | Força Lleida    | fine contratto |          |
| GA       | Zoran Dragić     | Free agent      | fine contratto |          |

### Dopo l'inizio della stagione
| Acquisti | Acquisti      | Acquisti      | Acquisti          | Acquisti   |
| R.       | Nome          | da            | Data              | Modalità   |
| -------- | ------------- | ------------- | ----------------- | ---------- |
| GA       | Álex Barrera  | Free agent    | 29 settembre 2021 | svincolato |
| P        | Lamar Peters  | Free agent    | 2 novembre 2021   | svincolato |
| AC       | Yanni Wetzell | N.Z. Breakers | 15 aprile 2022    | svincolato |

| Cessioni | Cessioni     | Cessioni    | Cessioni         | Cessioni    |
| R.       | Nome         | a           | Data             | Modalità    |
| -------- | ------------ | ----------- | ---------------- | ----------- |
| C        | Landry Nnoko | S.P. Burgos | 4 gennaio 2022   | rescissione |
| P        | Lamar Peters | Free agent  | 10 febbraio 2022 | rescissione |